# Livetime
Livetime è il primo album dal vivo del duo Hall & Oates, pubblicato nel 1978.

## Tracce
1. Rich Girl – 3:36
2. The Emptyness – 3:47
3. Do What You Want, Be What You Are – 6:56
4. I'm Just a Kid (Don't Make Me Feel Like a Man) – 5:29
5. Sara Smile – 8:01
6. Abandoned Luncheonette – 6:08
7. Room to Breathe – 4:47